# Усидзима, Сигэаки
Сигэаки Усидзима (яп. 牛島 茂昭, 13 июля 1977, Саппоро, Хоккайдо) — японский саночник, выступавший за сборную Японии с 1996 года по 2008-й. Участник трёх зимних Олимпийских игр, многократный призёр национального первенства.

## Биография
Сигэаки Усидзима родился 13 июля 1977 года в городе Саппоро, остров Хоккайдо. Активно заниматься санным спортом начал в возрасте тринадцати лет, в 1996 году прошёл отбор в национальную сборную и стал принимать участие в различных международных соревнованиях. Вскоре дебютировал на взрослом Кубке мира, выступал для новичка сравнительно неплохо, но каких-либо выдающихся достижений добиться не смог. Благодаря череде удачных выступлений удостоился права защищать честь страны на зимних Олимпийских играх 1998 года в Нагано, где впоследствии финишировал шестнадцатым.
В 2001 году на чемпионате мира в канадском Калгари Усидзима занял двадцать пятое место мужского одиночного разряда и шестнадцатое в программе состязаний смешанных команд, тогда как в Кубке мира закрыл тридцатку сильнейших. Ездил соревноваться на Олимпиаду 2002 года в Солт-Лейк-Сити, но выступил там значительно хуже предыдущего раза, показав в итоге лишь двадцать седьмой результат. На мировом первенстве 2003 года в латвийской Сигулде вместе с соотечественниками попал в десятку сильнейших на эстафете. В следующем году после окончания всех кубковых этапов в мировом рейтинге саночников расположился на тридцать шестой строке, на чемпионате мира в Нагано, будучи хорошо знакомым с местной трассой, приехал двадцать первым в мужской одиночной программе, а с японской смешанной командой вновь закрыл десятку.
На мировом первенстве 2005 года в американском Парк-Сити был тридцать первым, тогда как в общем зачёте Кубка мира только сороковым. Прошёл квалификацию на Олимпийские игры 2006 года в Турине, однако финальные заезды провёл крайне неудачно — лишь тридцать четвёртая позиция. Кубковый цикл при этом окончил на двадцать пятом месте мирового рейтинга. На чемпионате мира 2007 года в австрийском Иглсе финишировал двадцать первым, в Кубке мира был тридцать вторым. Последним крупным международным стартом для Сигэаки Усидзимы стал чемпионат мира 2008 года в немецком Оберхофе, где он занял двадцать второе место. Сразу после этих соревнований принял решение завершить карьеру профессионального спортсмена, уступив место молодым японским саночникам.